# Villa satanas
Villa satanas är en tvåvingeart som beskrevs av Becker 1916. Villa satanas ingår i släktet Villa och familjen svävflugor. Inga underarter finns listade i Catalogue of Life.